# جن ميدزنو
جُنْ ميدْزُنو (باليابانية: 水野 淳) (مواليد 7 أغسطس 1974)، هو لاعب كرة قدم ياباني سابق كان يلعب كلاعب وسط.

## وصلات خارجية
- جن ميدزنو على موقع رابطة كرة القدم اليابانية للمحترفين (اليابانية)
- جن ميدزنو على موقع عالم كرة القدم.نت (الإنجليزية)